# سولومون كلاين
سولومون كلاين (بالفرنسية: Solomon Klein)‏ هو حاخام فرنسي، ولد في 1814 في بيستشهيم في فرنسا، وتوفي في 1867 في كولمار في فرنسا.